# Daryl Mitchell
Pour les articles homonymes, voir Mitchell.
Daryl Mitchell est un acteur américain né le 16 juillet 1965 dans le Bronx, New York (États-Unis). Il a aussi fait une apparition dans La vie de Palace de Zack et Cody, où il a joué Daryl.

## Biographie
Daryl Mitchell est né le 16 juillet 1965 dans le Bronx à New York, d’une mère secrétaire et d’un père conducteur d’autobus. Après une carrière dans le hip-hop dans les années 1980 avec Groove B. Chill, Mitchell a eu un certain succès en tant qu'acteur. En novembre 2000, il a été victime d’un accident de moto en Caroline du Sud, et en sort paralysé. Mitchell a reçu le plein soutien de sa famille et de ses amis, y compris Denzel Washington et Chris Tucker, pour continuer sa carrière d'acteur.
Entre 2002 et 2004, fait une apparition dans Ed où il joue le rôle d’un gérant de bowling qui a été paralysé après un accident similaire à celui de Mitchell. En 2009, il est la co-vedette d’une sitcom de courte durée, Brothers.
Mitchell fait l'objet d'un reportage sur Life After , un documentaire biographique de TV One , faisant partie d'une série qui examine la vie de célébrités à la suite d'un tournant de carrière.
Le 26 février 2010, il remporte un NAACP Image Award. Depuis 2014, il a joué dans NCIS: New Orleans dans le rôle du personnage récurrent Patton Plame, un spécialiste de l'informatique.
Mitchell vit à Sugar Hill, en Géorgie avec sa femme et ses trois enfants.

## Filmographie
- 1990 : House Party : Chill
- 1991 : House Party 2 : Chill
- 1992 : Boomerang : Street Photographer
- 1992 : Here and Now (série TV) : T
- 1993 : Fly by Night : Kayam
- 1993 : Queen (en) (feuilleton TV) : Abner
- 1994 : Cosmic Slop (TV) : (segment "The First Commandment")
- 1996 : Sergent Bilko (Sgt. Bilko) : Pfc. Wally Holbrook
- 1996 : A Thin Line Between Love and Hate : Earl
- 1996 : L'Étoile de Harlem (Rebound: The Legend of Earl 'The Goat' Manigault) (TV) : Dean Memminger
- 1997 : Quiet Days in Hollywood (en) de Josef Rusnak : Angel
- 1997 : Une fée bien allumée (Toothless) (TV) : Raul
- 1997 - 2000 : Les Dessous de Veronica (série télévisée) : Leo Michaels
- 1998 : Méli-Mélo (Home Fries) de Dean Parisot : Roy
- 1999 : Une niche pour deux (The Pooch and the Pauper) (TV) : Moocher (voix)
- 1999 : Dix Bonnes Raisons de te larguer (Ten Things I Hate About You) : Mr. Morgan
- 1999 : Galaxy Quest : Tommy Webber
- 2000 : Le Bon Numéro (Lucky Numbers) : Det. Chambers
- 2001 : Le Chevalier Black (Black Knight) : Steve
- 2002 : 13 Moons : Lenny
- 2002 : Les Country Bears (The Country Bears) : Officer Hamm
- 2006 : Inside Man : L'Homme de l'intérieur (Inside Man) : Mobile Command Officer Rourke
- 2010 : Desperate Housewives (TV) : Ron
- 2010 : Les Sorciers de Waverly Place (Wizards of Waverly Place) (TV) : Scientifique
- 2011 : Traffic Light (TV) : Liam
- 2012 : Playback : Wylie
- 2014–2021 : NCIS : Nouvelle-Orléans : Patton Plame
- depuis 2018 : Fear The Walking Dead : Wendell (depuis la saison 4 - en cours)

## Voix françaises
Au Québec
- Gilbert Lachance dans :
  - Frites Maisons
  - Les Country Bears

et aussi
- Luis de Cespedes dans : 10 Choses que Je Déteste de Toi
- Benoit Éthier dans : Combinaison Gagnante